# 西島神楽
西島神楽（にしじまかぐら）は、山梨県南巨摩郡身延町西嶋地区に伝わる神楽。山梨県指定無形民俗文化財である。

## 概要
西島神楽（西嶋神楽、西島の神楽）は、山梨県身延町西嶋地内において、1573年ころ（和暦：天正）の武田氏滅亡の頃、戦禍と水害等で悲歎にくれる人の心を神楽によって振興し、霊鎮めをしようと、神主たちの手で始められました。今も熱心な氏子たちによって故郷の伝統芸能として愛され、受け継がれています。毎年5月5日の天照大神宮祭などの祭典において神楽を奉納しています。
神話と伝説を扱ったもので「天の岩戸」ほか6つの集団舞と御返閉など16の個人舞と、笛、太鼓による20曲のお囃子を伝えている。獅子舞は小正月に、区内三つの道祖神に奉納され、新築・結婚・厄年などの家々を舞って歩く。地域の若者たちによって区内全戸の悪魔払いも行われる。
西嶋神楽、西島の神楽と同意

## 主な祭典
- ５月に西嶋区内沢奥地区で行われる沢奥（さおき）のお祭り
- 10月に西嶋区内で行われる秋季例大祭
- 1月に西嶋区内で行われる道祖神祭り

## 継承団体
西島神楽団が継承している。また、少年少女を中心とした少年神楽団も太鼓、巫女を継承している。

## 出演履歴
台湾公演、ハワイ公園（２回）、伝統芸能フェスティバル